# Pomort

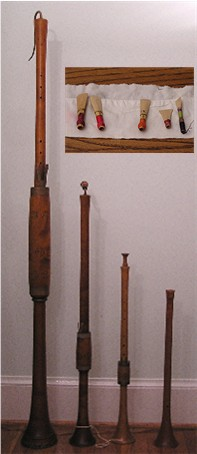

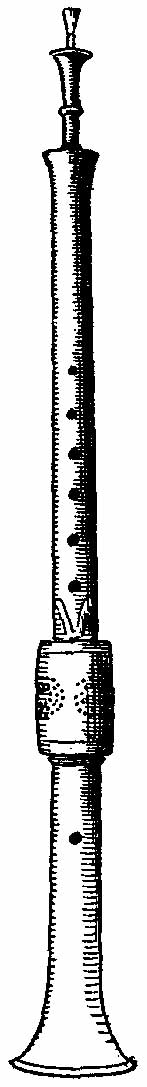
Pomort altowy

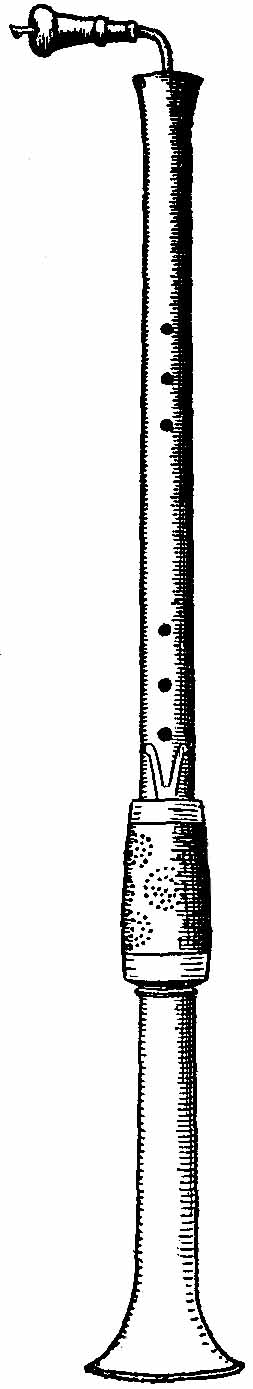
Pomort tenorowy

Pomort (bombarda; wł. bombardo, bombardone; niem. Pommer, Bomhart, Bombart, Bombarde; ang. pommer) - dawny stroikowy instrument dęty drewniany z rodziny szałamai, używany w całej Europie w czasach średniowiecza, renesansu i baroku. Nazwa "pomort" odnoszona była do większych przedstawicieli tej rodziny: szałamai altowej, tenorowej, basowej i kontrabasowej. Spokrewniony jest blisko z wielką rodziną piszczałek podwójnostroikowych z Azji (Chiny, kraje arabskie). Ostatecznie  wyszedł z użycia z końcem XVIII w. Obecnie przeżywa renesans w zespołach specjalizujących się w wykonawstwie muzyki dawnej w jej oryginalnym brzmieniu.
Korpus instrumentu stanowiła drewniana, lekko koniczna (rozszerzająca się), prosta rura z otworami palcowymi, zakończona stożkowatą czarą głosową. Górna część jest zaopatrzona w metalową rurkę, zakończoną podwójnym stroikiem. Instrument ten dotarł do Europy z Azji we wczesnym średniowieczu jako szałamaja dyszkantowa. W XV–XVIII w. budowano pomorty różnej wielkości. Największy z nich, pomort kontrabasowy, zwany też bombardone, miał długość ok. 3 m i był składany z dwóch części.
Michael Praetorius w Syntagma musicum wyróżnia nast. wielkości pomortów:
- sopranino: h' – h"
- sopran: d' – a"
- wysoki alt: g – d"
- alt (nicolo): c – g'
- tenor: G – g'
- bas: C – h
- kontrabas: F1 – e

Najczęściej używany był pomort sopranowy i altowy. Przekształciły się one w czasach baroku w obój barokowy i corno da caccia, dając w dalszym czasie współczesny obój i rożek angielski. 
Na pomorcie gra się podobnie jak na oboju. Źródłem dźwięku jest podwójny stroik, wyskrobany z trzcinki. Przez to dźwięk pomortów jest bardzo donośny i charakterystyczny, o wyrazistej, nieco orientalnej i jaskrawej barwie. W dawnych czasach używano go jako instrument sygnałowy na wieżach i otwartych przestrzeniach, ale także w kapelach dworskich i kościelnych. Szczególnie przydatny był w muzyce tanecznej, sygnałowej, uroczystej i monumentalnej - świeckiej i kościelnej. 
Wzmianki w literaturze polskiej podkreślają donośny dźwięk pomortu. Wspomina o nim Mikołaj Rej (1505-1569) we fraszce "Niepomierne biesiady":
[...]

Bo jeśli to rozkoszą kto ma przezwać właśnie,

Gdy brzmi bęben za uchem, a kozi róg wrzaśnie,

Pomorty a puzany, co wszytki zagłuszą,

Albo skakać od kąta do kąta z Maruszą.[...]

Już jako głuch na drugie musisz palcem kiwać,

Bo już tam trudno słusznej rozmowy używać.

[...]
Pisze o nim też Sebastian Petrycy (1554-1626):
Puzany, pomorty, szałamaje i wszelakie wielkiego głosu piszczele.